# 井村大吉

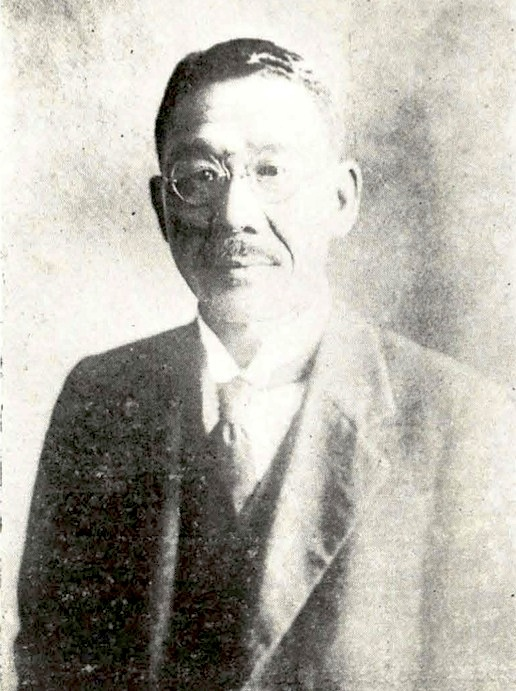
井村大吉

井村大吉（日语：／、1874年2月12日—1927年7月8日），日本三重縣出身，東京帝國大學英法科畢業，日本國明治大正時代的政府官員。

## 生平
井村大吉在1873年和曆十二月二十六日出生，為井村大安長男。1909年（明治42年）10月25日，井村大吉接替加藤尚志，於台灣擔任台北廳長，管轄今臺北市、新北市、宜蘭縣及基隆市等地的行政事務。在其任內一項重要的變革，就是解決日治初期「淡水」漸與「滬尾」並用的問題，統一使用「淡水」。詳見淡水區#滬尾與淡水。
1910年（明治43年）秋天，當時的臺灣總督府為了迎接皇太子裕仁，時任臺北廳廳長的井村大吉同意將瀧湯浴場改建成「北投溫泉公共浴場」，當時的工程總花費五萬六千日圓。
1913年（大正2年）6月，「北投溫泉公共浴場」正式完工。同時，這項改建工程也將附近環境整建成公園。
1914年6月10日，井村大吉離開了臺北廳廳長的職務，該廳長的職務由加福豐次接任。
1914年11月2日，井村大吉出任台湾總督府内務局的民政部地方部長，直到1915年3月20日卸任。
1927年7月8日，井村大吉因病逝世於三重縣宇治山田市（今三重縣伊勢市）自宅。

## 紀念

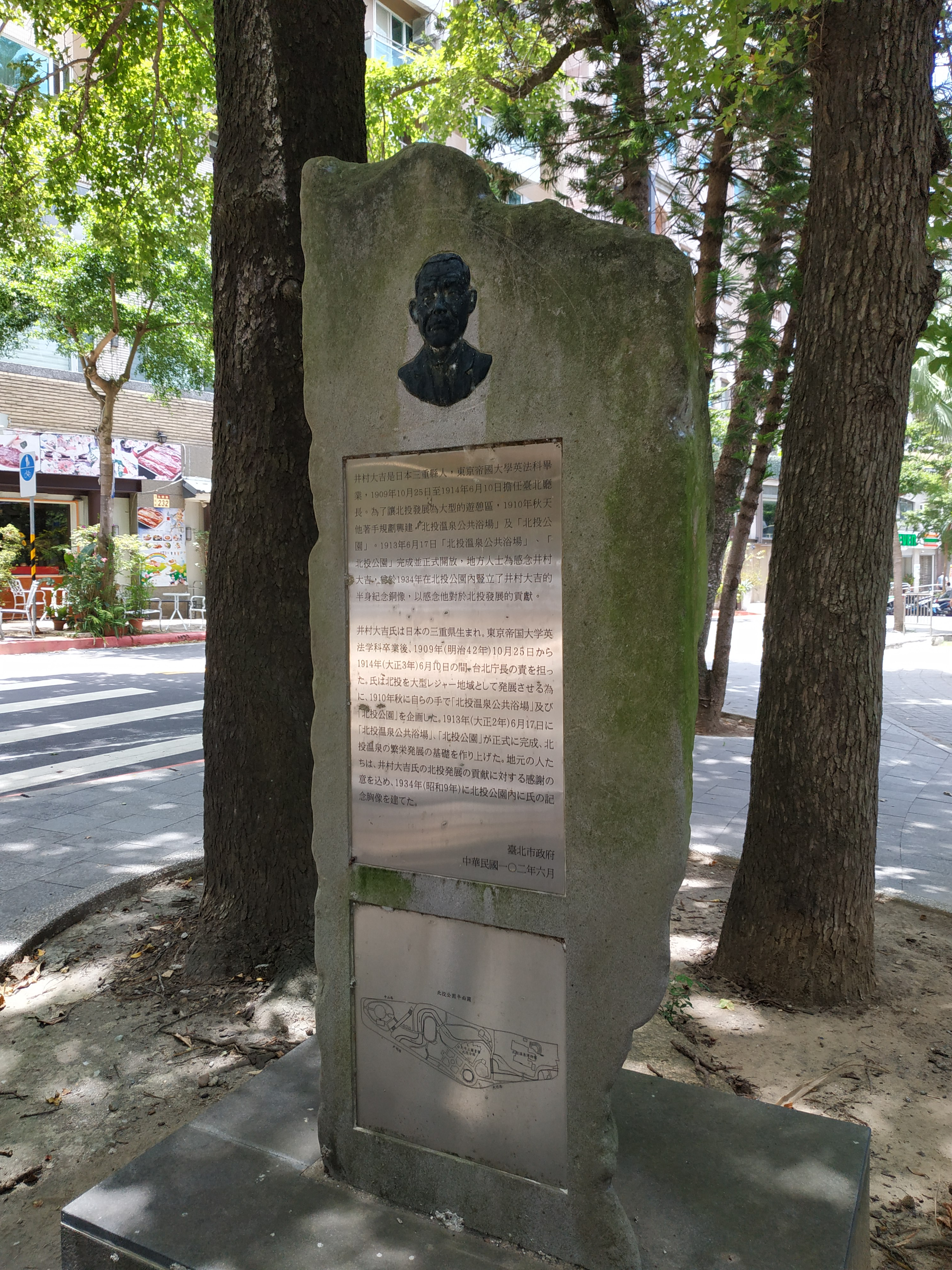
井村大吉紀念碑

1934年，臺北官民於北投公園內設立其銅像，3月27日銅像完工，4月7日舉行除幕式。2013年6月15日（北投公園成立一百年之時），在台北市議員吳思瑤的要求下，台北市政府另外在公園內樹立了井村大吉紀念碑，以紀念他對北投公園的開創工作的付出。